# Triinu Esken
Triinu Esken (* 23. Juli 1992 in Pärnu) ist eine ehemalige estnische Fußballspielerin.
Esken spielte von 2007 bis 2011 für die estnische Frauenfußballabteilung des FC Flora Tallinn. Sie spielte 2007 in der 1. Qualifikationsrunde der U17-Frauen-Europameisterschaft in der estnischen U-17-Frauen-Nationalmannschaft als Torhüterin mit.
Am 9. und 16. Oktober 2013 wirkte sie in den beiden Spielen des Sechzehntelfinales der UEFA Women’s Champions League von Pärnu JK gegen den VfL Wolfsburg mit, die mit 0:14 und 0:13 verloren wurden. Beim ersten Spiel wurde sie eingewechselt und beim zweiten Spiel war sie über 90 Minuten aktiv.
Im Mai 2014 stand sie im Kader von Pärnu JK, als gegen JK Tammeka Tartu der estnische Pokal gewonnen wurde.
2013, 2014 und 2015 gewann sie mit Pärnu JK die estnische Meisterschaft.